# Socialistische Partij van de Onderdrukten
De Socialistische Partij van de Onderdrukten (Turks: Ezilenlerin Sosyalist Partisi, ESP; Kurmanci: Partiya Sosyalîst a Bindestan, PSB) is een marxistische-leninistische politieke partij die actief is in Turkije. De ESP beschrijft zichzelf als "een militante, revolutionaire, socialistische partij die vecht voor federale arbeidersrepubliek in Turkije en Noord-Koerdistan."
De ESP wordt vaak gezien als de legale vleugel van de verboden Marxistisch-Leninistische Communistische Partij van Noord-Koerdistan.
De ESP is lid van het Democratische Volkscongres, een politiek initiatief gestart door de Democratische Volkspartij in 2012.
De jongerenfractie van de ESP, de Sosyalist Gençlik Dernekleri Federasyonu (SGDF), was het doelwit van de bomaanslag in Suruç gepleegd door de Islamitische Staat in 2015.